# South Park (2.ª temporada)
A segunda temporada de South Park, série de televisão americana criada por Trey Parker e Matt Stone, começou a ser exibida em 1 de abril de 1998. A temporada teve 18 episódios e foi concluída em 20 de janeiro de 1999. Embora a maioria dos episódios foram dirigidos por Trey Parker, criador da série, a 2º temporada inclui dois episódios dirigido por Eric Stough. Foi lançada em DVD em 3 de junho de 2003. 

## Episódios
| # (série) | # (temporada) | Título                                        | Diretor     | Roteirista                  | Personagem central | Exibição original   | Audiência (milhões) |
| --- | ------------- | --------------------------------------------- | ----------- | --------------------------- | ------------------ | ------------------- | ------------------- |
| 14 | 1             | "Terrance and Phillip in Not Without My Anus" | Trey Parker | Trisha Nixon & Trey Parker  | ASA                | 1 de abril de 1998  | ASD                 |
| Terrance e Phillip viajam ao Irã para resgatar a filha de Terrance, Sally, que está sendo mantido prisioneira pela polícia iraniana. A complexa cadeia de eventos que envolvem um vocalista feminina pop, um ditador do Oriente Médio e guerra química leva a uma aquisição hostil do Canadá.                                                                                           |               |                                               |             |                             |                    |                     |                     |
| 15 | 2             | "Cartman's Mom Is Still a Dirty Slut"         | Trey Parker | David Goodman & Trey Parker | ASA                | 22 de abril de 1998 | ASD                 |
| Quando Mephesto está prestes a revelar a identidade do pai de Eric Cartman, o coordenador genético é baleado por um atirador misterioso que vai na corrida. Cartman tenta retomar sua busca para encontrar seu verdadeiro pai, mas sua identidade nunca é revelada. Enquanto isso, Stan, Kyle, Kenny têm problemas em casa.                                                             |               |                                               |             |                             |                    |                     |                     |
| 16 | 3             | "Ike's Wee Wee"                               | Trey Parker | Trey Parker                 | ASA                | 20 de maio de 1998  | ASD                 |
| Depois de um acidente na sala de aula durante sua lição sobre os males das drogas e do álcool, o conselheiro da escola, o Sr. Mackey, é acionado. Enquanto isso, é hora da circuncisão de Ike e, quando Kyle e os meninos descobrem o que significa ser circuncidados, eles tentam salvar Ike de seu destino. No processo, eles descobrem uma estranha verdade por trás origens de Ike. |               |                                               |             |                             |                    |                     |                     |